# Moose Pass
Moose Pass é uma Região censo-designada localizada no estado americano de Alasca, no Distrito de Kenai Peninsula.

## Demografia
Segundo o censo americano de 2000, a sua população era de 206 habitantes.

## Geografia
De acordo com o United States Census Bureau, a localidade tem uma área de 46,9 km², dos quais 46,7 km² cobertos por terra e 0,2 km² cobertos por água.

## Localidades na vizinhança
O diagrama seguinte representa as localidades num raio de 48 km ao redor de Moose Pass.